# یوتی‌سی ۸:۴۵+

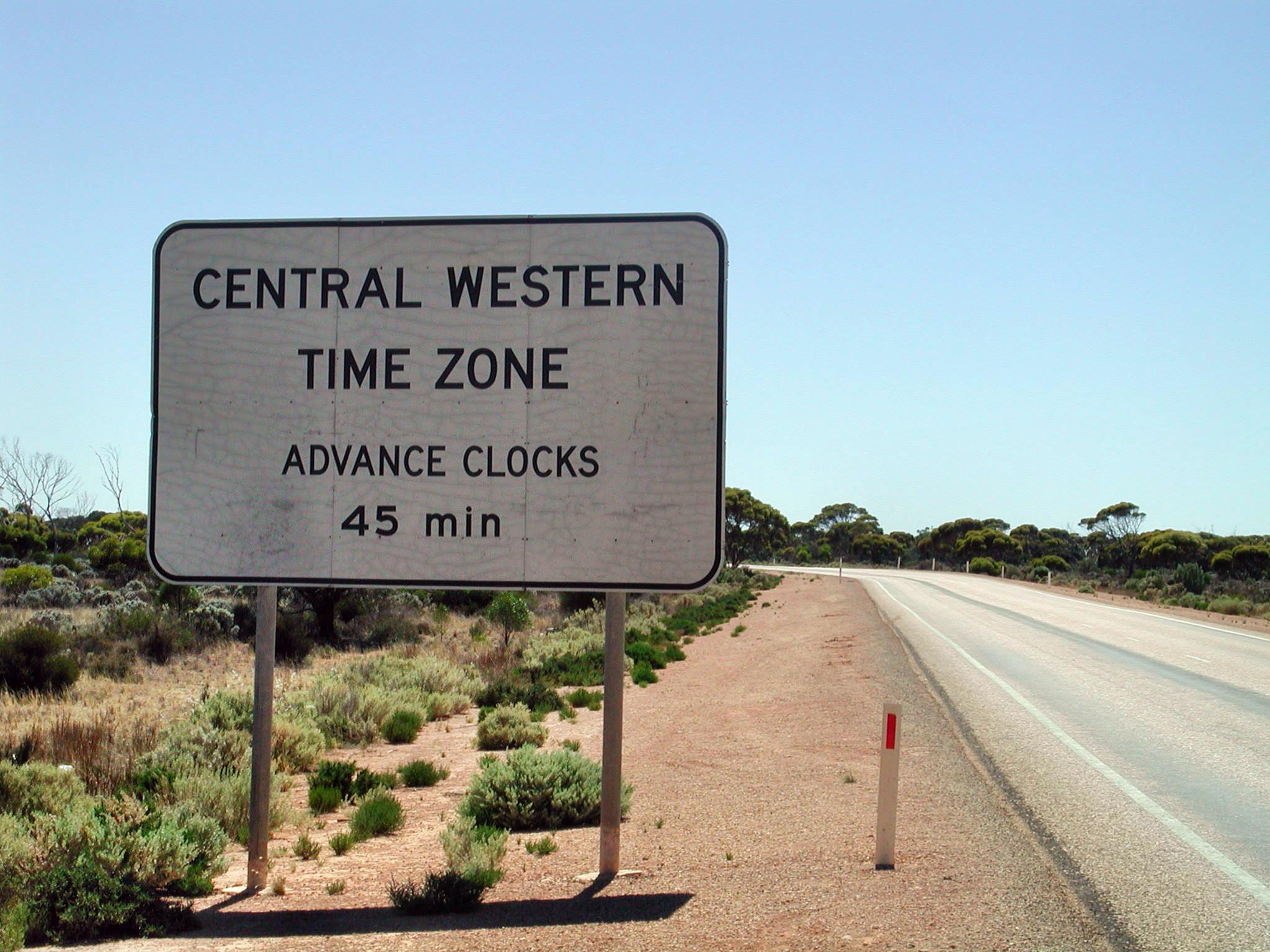
پرونده:Entering Central Western Time Zone.jpg
توضیحات:Sign on the Eyre highway indicating the start of the unofficial Australian Central Western Time Zone
مجوز:CC BY-SA 4.0
تاریخ:2004-02-03 12:22:20
پدیدآور:Groogle
رده‌ها:Signs in Australia، Time zone signs
پروندهٔ تصویر در ویکی‌انبار

هم‌اکنون زمان‌بندی گرینویچ به علاوه ۸:۴۵ (به انگلیسی: UTC+8:45) برای اندازه گیری زمان کاربرد دارد.

## مناطق
زمان (به انگلیسی: UTC+8:45) در استرالیای غربی و استرالیای جنوبی کاربرد دارد.زمان (به انگلیسی: UTC+8:45)  در پنج منطقه از استرالیا از جمله روستاهای مرزی کایگونا, ائوکلا, مادورا, غرب استرالیا و موندرابیلا کاربرد دارد.